# 20403 Аттенборо
20403 Аттенборо (20403 Attenborough) — астероїд головного поясу, відкритий 22 липня 1998 року.
Тіссеранів параметр щодо Юпітера — 3,224.